# Dolina Jarząbcza

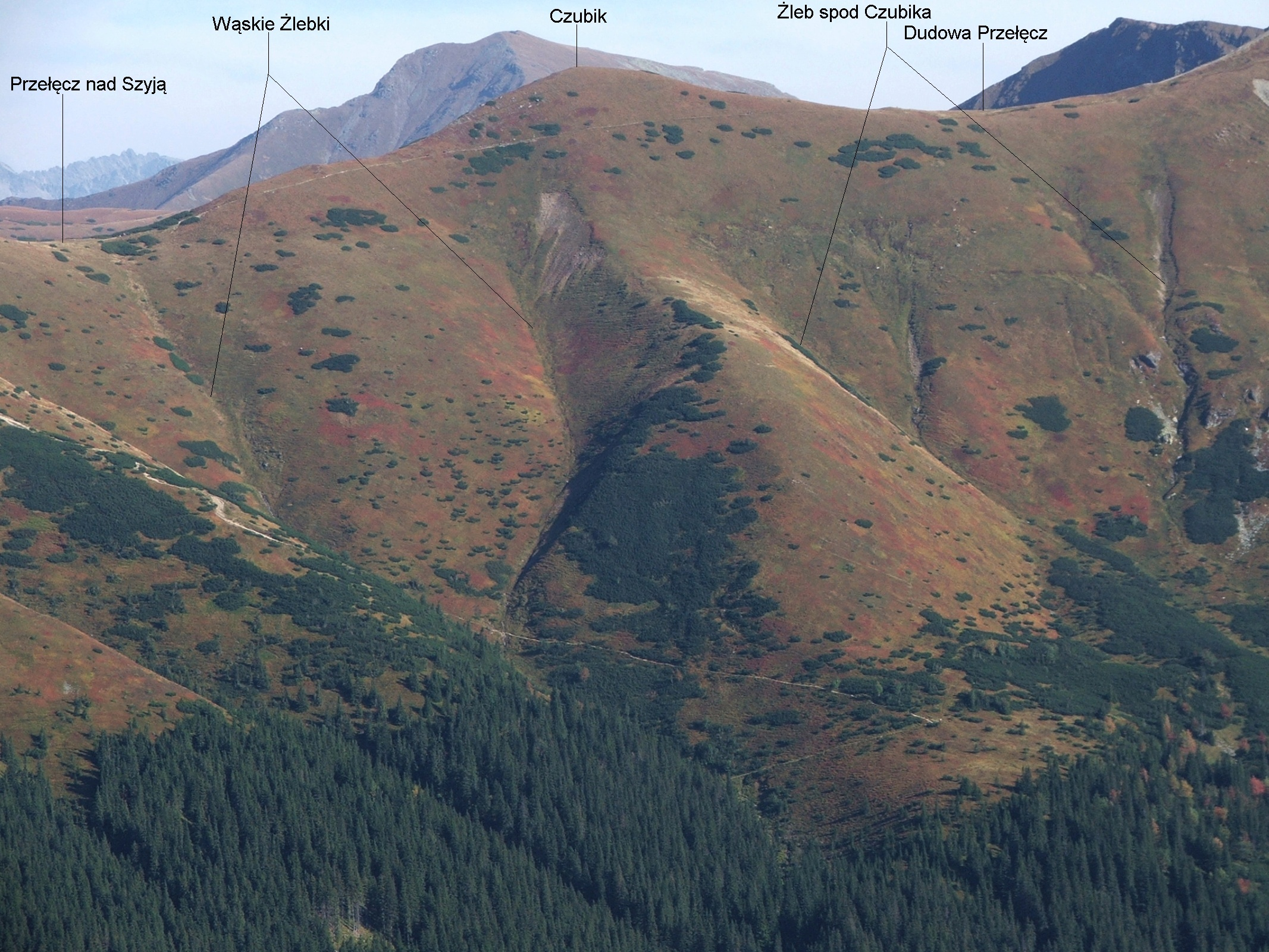
Blick auf den Czubik

Die eiszeitlich durch Gletscher geformte Dolina Jarząbcza ist ein Tal in der polnischen Westtatra in der Woiwodschaft Kleinpolen. Es befindet sich auf dem Gemeindegebiet von Kościelisko im Powiat Tatrzański.

## Geographie
Das Tal ist ein  Seitental des Haupttals Dolina Chochołowska und ist von bis zu 2137 Meter hohen Bergen umgeben, u. a. der Jarząbczy Wierch. Die Felswände im Tal sind aus Kalkstein.
Das Tal fällt von Süden nach Norden von ungefähr 2137 Höhenmeter herab. Es wird vom Gebirgsfluss Jarząbczy Potok durchflossen. Die Gewässer des Tals fließen teilweise unterirdisch.

## Etymologie
Der Name lässt sich übersetzen als „Oberes der Jarząbkowie“. Der Name rührt von der Góralenfamilie der Jarząbkowie, die Almrechte an dem Tal hatten.

## Flora und Fauna
Das Tal liegt oberhalb und unterhalb der Baumgrenze und wird im oberen Bereich von Bergkiefern und im unteren Bereich von Nadelwald bewachsen. Das Tal ist Rückzugsgebiet für zahlreiche Säugetiere und Vogelarten.

## Klima
Im Tal herrscht Hochgebirgsklima.

## Almwirtschaft
Vor der Errichtung des Tatra-Nationalparks im Jahr 1954 wurde das Tal für die Almwirtschaft genutzt. Danach wurden die Eigentümer der Almen enteignet bzw. zum Verkauf gezwungen. Die größte Alm im Tal war die Hala Jarząbcza. Im Tal befinden sich noch alte Almhütten. Im Tal fand der Räuber Jasiek Stękała jahrelang Zuflucht, bevor er hier 1897 von der habsburgerischen Armee gestellt und erschossen wurde. Er gilt als letzter Räuber der Tatra.

## Tourismus
Durch das Tal führen zwei Wanderwege
- ▬ Vom Tal auf den Gipfel Trzydniowiański Wierch
- ▬ Papstweg durch das Tal

## Panorama

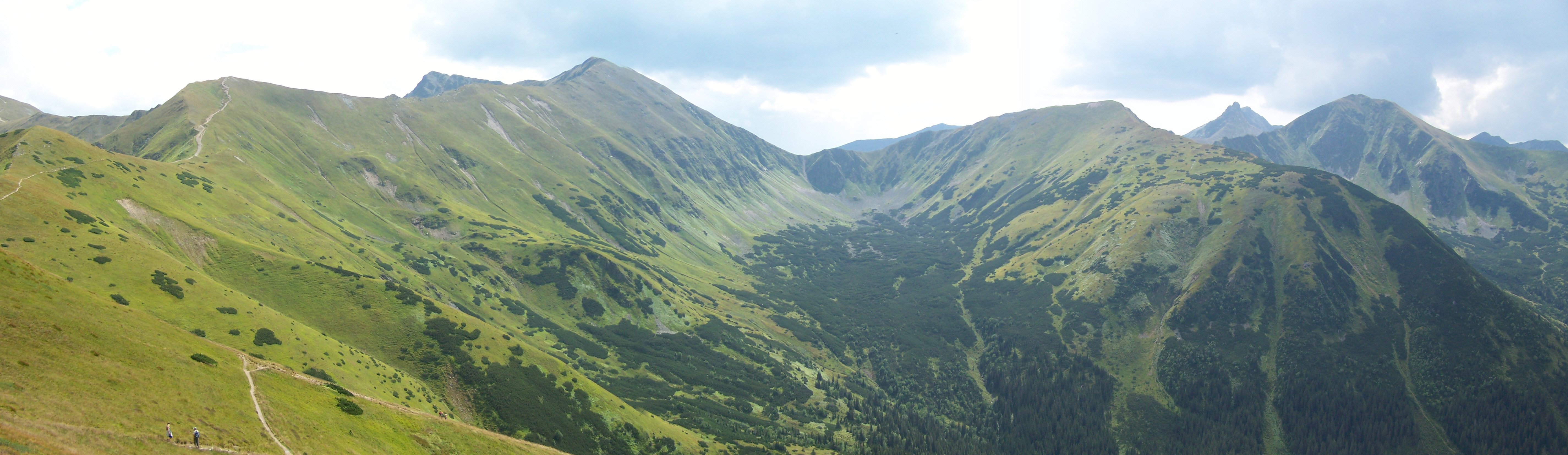
Blick vom Trzydniowiański Wierch